# Grand Prix Belgie 1970
Grand Prix Belgie 1970 (oficiálně XXIX Grand Prix de Belgique) se jela na okruhu Circuit de Spa-Francorchamps v Stavelotu v Belgii dne 7. června 1970. Závod byl čtvrtým v pořadí v sezóně 1970 šampionátu Formule 1.

## Kvalifikace
| Poř. | No. | Jezdec               | Konstruktér    | Čas    | Ztráta |
| ---- | --- | -------------------- | -------------- | ------ | ------ |
| 1    | 11  | Jackie Stewart       | March-Ford     | 3:28.0 | —      |
| 2    | 20  | Jochen Rindt         | Lotus-Ford     | 3:30.1 | +2.1   |
| 3    | 10  | Chris Amon           | March-Ford     | 3:30.3 | +2.3   |
| 4    | 27  | Jacky Ickx           | Ferrari        | 3:30.7 | +2.7   |
| 5    | 18  | Jack Brabham         | Brabham-Ford   | 3:31.5 | +3.5   |
| 6    | 1   | Pedro Rodríguez      | BRM            | 3:31.6 | +3.6   |
| 7    | 19  | Rolf Stommelen       | Brabham-Ford   | 3:32.0 | +4.0   |
| 8    | 28  | Ignazio Giunti       | Ferrari        | 3:32.4 | +4.4   |
| 9    | 14  | Ronnie Peterson      | March-Ford     | 3:32.8 | +4.8   |
| 10   | 9   | Jo Siffert           | March-Ford     | 3:32.9 | +4.9   |
| 11   | 25  | Jean-Pierre Beltoise | Matra          | 3:32.9 | +4.9   |
| 12   | 7   | Piers Courage        | De Tomaso-Ford | 3:33.0 | +5.0   |
| 13   | 21  | John Miles           | Lotus-Ford     | 3:33.8 | +5.8   |
| 14   | 2   | Jackie Oliver        | BRM            | 3:34.2 | +6.2   |
| 15   | 8   | Derek Bell           | Brabham-Ford   | 3:36.2 | +8.2   |
| 16   | 23  | Graham Hill          | Lotus-Ford     | 3:37.0 | +9.0   |
| 17   | 26  | Henri Pescarolo      | Matra          | 3:37.1 | +9.1   |
| DNQ  | 22  | Alex Soler-Roig      | Lotus-Ford     | 3:52.7 | +24.7  |

## Závod
| Poř.   | No. | Jezdec               | Konstruktér    | Počet kol | Čas/Odstoupení | Pořadí na startu | Body |
| ------ | --- | -------------------- | -------------- | --------- | -------------- | ---------------- | ---- |
| 1      | 1   | Pedro Rodríguez      | BRM            | 28        | 1:38:09.9      | 6                | 9    |
| 2      | 10  | Chris Amon           | March-Ford     | 28        | + 1.1          | 3                | 6    |
| 3      | 25  | Jean-Pierre Beltoise | Matra          | 28        | + 1:43.7       | 11               | 4    |
| 4      | 28  | Ignazio Giunti       | Ferrari        | 28        | + 2:38.5       | 8                | 3    |
| 5      | 19  | Rolf Stommelen       | Brabham-Ford   | 28        | + 3:31.8       | 7                | 2    |
| 6      | 26  | Henri Pescarolo      | Matra          | 27        | Elektronika    | 17               | 1    |
| 7      | 9   | Jo Siffert           | March-Ford     | 26        | Tlak paliva    | 10               |      |
| 8      | 27  | Jacky Ickx           | Ferrari        | 26        | + 2 kola       | 4                |      |
| NC     | 14  | Ronnie Peterson      | March-Ford     | 20        | Neklasifikován | 9                |      |
| Ret    | 18  | Jack Brabham         | Brabham-Ford   | 19        | Spojka         | 5                |      |
| Ret    | 23  | Graham Hill          | Lotus-Ford     | 19        | Motor          | 16               |      |
| Ret    | 11  | Jackie Stewart       | March-Ford     | 14        | Motor          | 1                |      |
| Ret    | 21  | John Miles           | Lotus-Ford     | 13        | Převodovka     | 13               |      |
| Ret    | 20  | Jochen Rindt         | Lotus-Ford     | 10        | Motor          | 2                |      |
| Ret    | 2   | Jackie Oliver        | BRM            | 7         | Motor          | 14               |      |
| Ret    | 7   | Piers Courage        | De Tomaso-Ford | 4         | Tlak oleje     | 12               |      |
| Ret    | 8   | Derek Bell           | Brabham-Ford   | 1         | Převodovka     | 15               |      |
| DNS    | 22  | Alex Soler-Roig      | Lotus-Ford     |           | Nestartoval    |                  |      |
| Zdroj: |     |                      |                |           |                |                  |      |

## Průběžné pořadí po závodě
Pohár jezdců
|        | Pořadí | Jezdec          | Body |
| ------ | ------ | --------------- | ---- |
|        | 1      | Jack Brabham    | 15   |
|        | 2      | Jackie Stewart  | 13   |
| 9      | 3      | Pedro Rodríguez | 10   |
| 1      | 4      | Jochen Rindt    | 9    |
| 1      | 5      | Denny Hulme     | 9    |
| Zdroj: |        |                 |      |

Pohár konstruktérů
|        | Pořadí | Konstruktér  | Body |
| ------ | ------ | ------------ | ---- |
| 3      | 1      | March-Ford   | 19   |
| 1      | 2      | Brabham-Ford | 17   |
| 1      | 3      | McLaren-Ford | 15   |
| 1      | 4      | Lotus-Ford   | 14   |
|        | 5      | Matra        | 11   |
| Zdroj: |        |              |      |